# Trí Phải
Trí Phải là một xã thuộc tỉnh Cà Mau, Việt Nam.

## Địa lý
Xã Trí Phải có vị trí địa lý:
- Phía đông giáp xã Phong Hiệp và tỉnh An Giang
- Phía tây giáp xã Biển Bạch và xã Thới Bình
- Phía nam giáp xã Tân Lộc
- Phía bắc giáp tỉnh An Giang.

Xã Trí Phải có diện tích 166,6 km², dân số năm 2024 là 49.770 người, mật độ dân số đạt 298 người/km².

## Lịch sử
Xã Trí Phải được đặt tên theo hai chiến sĩ cách mạng là Lê Phước Trí và Phan Văn Phải.
Năm 1950, thành lập xã Trí Phải trên cơ sở một phần của xã Thới Bình.
Ngày 20 tháng 6 năm 1956, xã Trí Phải thuộc huyện Thới Bình mới thành lập.
Ngày 20 tháng 9 năm 1975, Bộ Chính trị ban hành Nghị quyết số 245-NQ/TW về việc hợp nhất tỉnh Bạc Liêu, tỉnh Cà Mau và 2 huyện An Biên, Vĩnh Thuận (ngoại trừ 2 xã Đông Yên và Tây Yên) của tỉnh Rạch Giá thành một tỉnh mới, tên gọi tỉnh mới cùng với nơi đặt tỉnh lỵ sẽ do địa phương đề nghị lên.
Ngày 20 tháng 12 năm 1975, Bộ Chính trị ban hành Nghị quyết số 19/NQ về việc hợp nhất tỉnh Bạc Liêu và tỉnh Cà Mau thành một tỉnh mới, tên gọi tỉnh mới cùng với nơi đặt tỉnh lỵ sẽ do địa phương đề nghị lên.
Ngày 24 tháng 2 năm 1976, Chính phủ Cách mạng Lâm thời Cộng hòa miền Nam Việt Nam ban hành Nghị định số 3/NQ/1976 về việc hợp nhất tỉnh Bạc Liêu và tỉnh Cà Mau thành một tỉnh mới, lấy tên là tỉnh Bạc Liêu – Cà Mau. Khi đó, xã Tân Phú Thành và xã Trí Phải thuộc huyện Thới Bình, tỉnh Cà Mau – Bạc Liêu.
Ngày 10 tháng 3 năm 1976, Chính phủ ban hành Nghị quyết về việc thành lập tỉnh Minh Hải trên cơ sở đổi tên tỉnh Bạc Liêu – Cà Mau. Khi đó, xã Tân Phú Thành và xã Trí Phải thuộc huyện Thới Bình, tỉnh Minh Hải.
Ngày 25 tháng 7 năm 1979, Hội đồng Chính phủ ban hành Quyết định số 275-CP về việc:
- Chia xã Trí Phải thành 4 xã: Trí Phải Tây, Trí Phải Trung, Trí Phải Đông, Trí Phải.
- Chia xã Tân Phú Thành thành 3 xã: Tân Quý, Tân Phú, Tân Xuân.
- Thành lập xã Tân Lợi thuộc huyện Cà Mau trên cơ sở phần nửa đất của xã Hồ Thị Kỷ, huyện Thới Bình.

Ngày 14 tháng 2 năm 1987, Hội đồng Bộ trưởng ban hành Quyết định số 33B-HĐBT về việc:
- Sáp nhập xã Tân Quý vào xã Tân Phú và tách một phần diện tích và dân số của xã Tân Phú để sáp nhập vào xã Tân Xuân.
- Sáp nhập xã Trí Phải Trung vào xã Trí Phải Tây.
- Sáp nhập xã xã Trí Phải Đông vào xã Trí Phải.

Sau khi phân vạch, điều chỉnh địa giới hành chính:
- Xã Tân Phú có 5.869 hécta đất và 7.561 nhân khẩu.
- Xã Tân Xuân có 2.437 hécta đất và 6.916 nhân khẩu.
- Xã Trí Phải Tây có 4.339 hécta đất và 4.140 nhân khẩu.
- Xã Trí Phải có 3.063 hécta đất và 9.667 nhân khẩu.

Ngày 2 tháng 2 năm 1991, Ban Tổ chức – Cán bộ của Chính phủ ban hành Quyết định số 51/QĐ-TCCP về việc:
- Sáp nhập xã Tân Xuân và xã Tân Lợi vào xã Tân Phú.
- Sáp nhập xã Trí Phải Tây vào xã Trí Phải.

Ngày 6 tháng 11 năm 1996, Quốc hội ban hành Nghị quyết về việc chia tỉnh Minh Hải thành Bạc Liêu và tỉnh Cà Mau. Khi đó, xã Tân Phú và xã Trí Phải thuộc huyện Thới Bình, tỉnh Cà Mau.
Ngày 5 tháng 9 năm 2005, Chính phủ ban hành Nghị định số 113/2005/NĐ-CP về việc thành lập xã Trí Lực thuộc huyện Thới Bình trên cơ sở 3.898,66 ha diện tích tự nhiên và 7.024 nhân khẩu của xã Trí Phải.
Sau khi điều chỉnh địa giới hành chính, xã Trí Phải còn lại 3.183,34 ha diện tích tự nhiên và 11.863 nhân khẩu.
Ngày 9 tháng 12 năm 2020, HĐND tỉnh Cà Mau ban hành Nghị quyết số 28/NQ-HĐND về việc sáp nhập ấp Tapasa 3 vào ấp Tapasa 2.
Ngày 31 tháng 12 năm 2020, UBND tỉnh Cà Mau ban hành Quyết định số 2543/QĐ-UBND về việc công nhận đô thị Trí Phải là đô thị loại V.
Tính đến ngày 31/12/2024:
- Xã Tân Phú có 11 ấp: Đầu Nai, Giao Khẩu, Kinh 5A, Kinh 5B, Nhà Máy A, Nhà Máy B, Tapasa 1, Tapasa 2, Tràm Thẻ, Tràm Thẻ Đông, Trời Mọc.
- Xã Trí Lực có 5 ấp: 5, 7, 8, 9, Phủ Thờ.
- Xã Trí Phải có 7 ấp: 1, 2, 3, 4, 5, 6, 10.

Ngày 12 tháng 6 năm 2025, Quốc hội ban hành Nghị quyết số 202/2025/QH15 về việc sắp xếp đơn vị hành chính cấp tỉnh (nghị quyết có hiệu lực từ ngày 12 tháng 6 năm 2025). Theo đó, sáp nhập tỉnh Bạc Liêu vào tỉnh Cà Mau.
Ngày 16 tháng 6 năm 2025, Ủy ban Thường vụ Quốc hội ban hành Nghị quyết số 1655/NQ-UBTVQH15 về việc sắp xếp các đơn vị hành chính cấp xã của tỉnh Cà Mau năm 2025 (nghị quyết có hiệu lực từ ngày 16 tháng 6 năm 2025). Theo đó, sáp nhập toàn bộ 35,3 km² diện tích tự nhiên, quy mô dân số là 9.610 người của xã Trí Lực thuộc huyện Thới Bình và toàn bộ 93,9 km² diện tích tự nhiên, quy mô dân số là 22.839 người của xã Tân Phú thuộc huyện Thới Bình vào toàn bộ 37,4 km² diện tích tự nhiên, quy mô dân số là 17.321 người của xã Trí Phải thuộc huyện Thới Bình.
Xã Trí Phải có 166,6 km² diện tích tự nhiên quy mô dân số là 49.770 người.

## Kinh tế - xã hội
Trí Phải là một xã thuần nông, nhân dân sống chủ yếu bằng nghề nuôi trồng thủy sản: Tôm sú, thẻ chân trắng, tôm càng xanh – lúa – cua – cá (bóng tượng, chình, sấu, phi,...) – màu – mía,... Thương mại, dịch vụ và xây dựng ngày càng phát triển. Thu nhập bình quân đầu người năm 2017 là 43.000.000 đồng/người/năm. Xã đạt chuẩn Nông thôn mới năm 2015.
Giáo dục của xã có 6 điểm trường trung tâm: 
- Trường MN Hoa Sen: Đạt chuẩn Quốc gia mức độ I năm 2008.
- Trường MN Hoa Thủy Tiên.
- Trường TH Trí Phải Đông: Đạt chuẩn QG mức độ I năm 2014.
- Trường TH Trí Phải: Đạt chuẩn Quốc gia mức độ I năm 2016.
- Trường THCS Nguyễn Thiện Thành: Đạt chuẩn Quốc gia mức độ I năm 2016.
- Trường THPT Nguyễn Văn Nguyễn.

Y tế: Xã có 1 Trạm y tế xã: Đạt chuẩn Quốc gia năm 2008.

## Giao thông
Xã đạt chuẩn về giao thông thủy, bộ, trong đó có 2 đường huyết mạch về quốc phòng, an ninh và là cửa ngõ kinh tế của huyện, tỉnh (kênh xáng Chắc Băng và Quốc lộ 63 đi Cà Mau – Kiên Giang và các tỉnh vùng trên. Đồng thời có tỉnh lộ đấu nối với đường hành lang ven biển phía nam (đường xuyên Á).